# Morne Diablotins
Il Morne Diablotins è una montagna della Dominica. Si tratta di uno stratovulcano situato circa 15 miglia a nord di Roseau. Con la sua altitudine di 1447 metri s.l.m., rappresenta il punto più elevato del territorio di Dominica.
L'ultima eruzione è avvenuta circa 30.000 anni fa.